# Distretto di San Juan de Chacña
Il distretto di San Juan de Chacña è un distretto del Perù nella provincia di Aymaraes (regione di Apurímac) con 908 abitanti al censimento 2007 dei quali 593 urbani e 315 rurali.
È stato istituito il 17 aprile 1964.